# Державний літературно-меморіальний музей Якуба Коласа
Державний літературно-меморіальний музей Якуба Коласа (біл. Дзяржаўны літаратурна-мемарыяльны музей Якуба Коласа) — літературно-меморіальний музей, присвячений життю, творчості та громадській діяльності Якуба Коласа.
Музей створений постановою ЦК Компартії Білорусі і Ради Міністрів БРСР від 16 серпня 1956 року, а офіційно відкритий 4 грудня 1959 р. у будинку, де він провів останні роки свого життя. Першим директором музею був Данило Міцкевич.
З 10 виставковими залами, два з яких зберігають житлові інтер'єри кабінету та спальні, площа експозиції сягає 319 кв. м, а площа експозиції ландшафтної зони садиби – 0,44 га .

## Директори музею
- Данило Міцкевич (1956-1980)
- Зінаїда Комаровська (1987—2019)
- Хромий Олександр Васильович (2019-2021)